# Марі де Гурне
Марі де Гурне (фр. Marie de Gournay; 6 жовтня 1565, Париж — 13 липня 1645, там же) — французька феміністська письменниця, перекладачка і філософ. Виступала за доступ жінок до освіти. До її робіт входять такі твори, як «Рівність чоловіків і жінок» (1622) і «Горе дам» (Les femmes et Grief des dames, 1626). Також відредагувала та випустила збірку есеїстики Мішеля де Монтеня після його смерті. Стала першою жінкою у Франції, яка зробила внесок у літературознавчу критику.

## Біографія
Народилася в Парижі в 1565 в сім'ї Гійома Ле Жарса, феодала і скарбника короля Генріха III. Після смерті батька в 1577 сім'я переїхала в Гурне-Сюр-Аронд.
Марі була самоучкою. Вона самостійно вивчала гуманітарні науки та латину. Під час занять відкрила для себе Мішеля де Монтеня. У 1588 році познайомилася з ним особисто: вони випадково зустрілися в Парижі, після чого Монтень назвав де Гурне «прийомною дочкою».
Де Гурне опублікувала першу книгу в 1594 році, це була «Прогулянка месье де Монтеня» (Le Proumenoir de Monsieur de Montaigne).
У 1591 році, після смерті матері, переїхала до Парижа, залишивши сімейний маєток своїм братам, які пізніше будуть змушені продати його.
У 1592 році після смерті Монтеня його дружина передала де Гурне копії есе чоловіка. В 1595 де Гурне опублікувала першу редакцію його есе. Вона влаштувалась у Парижі, збираючись заробляти на життя письменством. У 1608 році написала статтю, в якій розмірковувала на тему виховання дітей, яка була добре сприйнята. Однак наступна її робота, Adieu de l'Ame du Roy de France et de Navarre, викликала скандал, тому що в ній де Гурне захищала єзуїтів, яких підозрювали у змові проти Генріха IV.
У Парижі де Гурне познайомилася з Юстом Ліпсієм, який представив її Європі як письменницю. Марі де Гурне писала для королеви Марго, Генріха IV, Марії Медічі та Людовіка XIII і таким чином знайшла собі сильних покровителів. Її запросили приєднатися до салону королеви Марго і вона отримувала регулярну фінансову підтримку.
Де Гурне перекладала французькою Гая Саллюстія, Овідія, Вергілія та Тацита. Вона також написала кілька віршів та займалася адаптацією П'єра де Ронсара. У 1616 р. опублікувала збірку перекладів віршів, в передмові яких заперечила висловлювання Малерба про те, що французьку мову необхідно очистити. Де Гурне звинуватили в тому, що її погляди застаріли, а вона сама стара діва. У відповідь на критику де Гурне опублікувала «Рівність чоловіків і жінок», яку присвятила королеві Франції Анні Австрійській.
У книзі «Le Promenoir de M. de Montaigne qui traite de l'amour dans l'œuvre de Plutarque», опублікованій в 1626, вона досліджує проблему небезпек, з якими стикаються жінки, коли стають залежними від чоловіків. Завдяки невеликій пенсії, яку їй платив кардинал Рішельє, вона змогла опублікувати останню редакцію есе Монтеня у 1635 році.
Марі де Гурне померла в 1645 році, у віці 79 років, і була похована в Сент-Есташі.

## Погляд на жіночу освіту
Аргументи де Гурне на захист жіночого права на освіту мають релігійний характер. Марі була католичкою та противницею протестантизму. Вона захищала жіноче право на освіту у двох своїх роботах: Égalité des Hommes et des Femmes (Рівність чоловіків і жінок) 1622 року і Grief des Dames (Горе дам) 1626-го. Де Гурне писала, що чоловіки і жінки рівні тому, що «Бог дарував їм той самий світ і одну й ту саму честь». Вона також писала, звертаючись до своїх читачів і читачок: «Щасливий ти, читачу, якщо не належиш до тієї статі, для якої заборонено все добре».
Структура «Рівності чоловіків і жінок» аналогічна тій, що використовувала у своїх роботах Христина Пізанська, і починається з розповіді про великих жінок минулого як ілюстрації жіночої здатності до навчання. Де Гурне підкреслювала рівність чоловіків та жінок і не міркувала на тему переваги одних над іншими. Однак вона говорила, що немає нічого дивного в тому, що жінки сприймалися суспільством як неосвічені, некомпетентні та зацікавлені лише своїми тілами з огляду на те, що вони майже не отримували освіти. Гурне стверджувала, що якщо дати жінкам такі ж можливості, привілеї та освіту, які є у чоловіків, жінки стануть рівними чоловікам у своїх досягненнях.
У «Горі дам» де Гурне нарікала на те, що жінки не можуть володіти власністю, бути вільними та мати доступ до державних посад. Вона стверджувала, що освічені жінки мають право бути почутими так само, як і освічені чоловіки. Як і Декарт, де Гурне відділяла розум від тіла і стверджувала, що жіночий розум так само сильний, як і чоловічий.